# Feuerbach (okręg administracyjny Stuttgartu)
Feuerbach, Stuttgart-Feuerbach – okręg administracyjny (Stadtbezirk) w Stuttgarcie, w kraju związkowym Badenia-Wirtembergia. Liczy 27 410 mieszkańców (31 grudnia 2011) i ma powierzchnię 11,50 km².